# 1999년 종말론
1999년 종말론은 프랑스의 예언자인 노스트라다무스(본명은 미셸 드 노스트라담)가 말한 지구 종말론이다. 사람들은 1999년 7월, 지구가 종말할거라고 믿었지만, 그 예언은 빗나가 황당한 해프닝으로 끝이 났다. 그런데 현재 노스트라다무스에 예언중 2012년 12월 21일 지구가 멸망한다는 예언이 있어, 노스트라다무스는 다시 한번 주목받았다(물론 그것도 빗나갔다).

## 종말론에 대하여
프랑스의 예언자 노스트라다무스는 1999년 7월 지구가 멸망할 거라는 예언을 했다. 그의 예언 중에는 "1999년 7월 하늘에서 공포의 대왕이 내려올 것이다."라는 것이다. 당시 그의 종말론을 담은 책들이 다양하게 팔렸는데, 그 중에는 '천체의 별들이 일직선이나 십자형으로 늘어나면서 대재앙이 온다'는 것도 있었으며, 발칸 반도 등 세계 각지의 전쟁 지역의 전쟁이 재앙으로 확산될 것이라는 내용도 있었다. 그밖에 에이즈 등의 질병으로 멸망한다는 질병설과 거대한 혜성의 충돌로 멸망할 것이라는 혜성충돌설 등 다양한 설이 존재했다.

## 반박과 결과
하지만 천문학자들은 천체의 별들이 일직선이나 십자형으로 늘어날 일은 없으며, 혜성이 충돌할 가능성도 없다고 반박했다. 또한 하루아침에 질병이나 전쟁으로 멸망할 가능성도 희박하다고 했다.
물론 이 종말론은 빗나갔다. 노스트라다무스가 예언한 '멸망 시간'인 1999년 7월 24일 오후 5시가 되었지만, 멸망은 오지 않았다.

## 여파
1999년 7월 이 종말론은 더 큰 화제가 되었으며, 서점에서는 많은 책들이 팔려나갔다. 프랑스에서는 이러한 책만 40여 종이 출간되었으며, 일본에서도 수많은 책들이 팔려나갔다.